# 片山博義
片山 博義（かたやま ひろよし、1972年9月21日 - ）は、東京都出身のサッカー指導者、元サッカー選手。日本サッカー協会公認A級コーチ。欧州サッカー連盟（UEFA）公認B級コーチ。

## 経歴
17歳でドイツにサッカー留学。1990年から1996年までドイツのSGデューレン99、1.SCゲッティゲン05、カッセル等でプレーした。その後、怪我のために引退して指導者になるためライセンスを取得した。
2003年から2006年までギニア代表選手のプライベートコンディショントレーナーを務める。2005年からFSVフランクフルトU-19、U-17のヘッドコーチを務め、カップ戦優勝に貢献した。その後、FC08ホンブルク、茨城県立牛久栄進高等学校、鹿屋体育大学などでコーチを務めたのち、2013年からFC KAGOSHIMAの監督に就任 したが、成績不振を理由にシーズン途中で解任。
2014年、松江シティFCヘッドコーチに就任。同年9月から監督代行に就任。2015年から正式に監督就任。同年シーズン終了後、松江シティFCの監督を退任。
2016年、FC大阪のアシスタントコーチに就任。同年8月、一身上の都合により退団。
2017年、渡独しブンデスリーガ2部の1FC ザールブリュッケン（女子）ヘッドコーチに就任。
2018年、東京23FCのヘッドコーチに就任。
2021年、房総ローヴァーズ木更津FCの監督に就任。
2022年、FC徳島の監督に就任したが、シーズン中の7月21日をもって退任。

## 指導歴
- 2005年 - 2008年 FSVフランクフルト
  - 2005年 - 2007年：U-19ヘッドコーチ
  - 2007年 - 2008年：U-17ヘッドコーチ
- 2008年 KSVクラインカルベン（ドイツ語版）：ヘッドコーチ
- 2008年 - 2009年 茨城県立牛久栄進高等学校：コーチ
- 2011年 FC08ホンブルク：ヘッドコーチ
- 2012年 鹿屋体育大学：ヘッドコーチ
- 2013年 FC KAGOSHIMA：監督
- 2014年 - 2015年 松江シティFC
  - 2014年2月 - 9月：ヘッドコーチ
  - 2014年9月 - 12月：監督代行
  - 2015年：監督
- 2016年 - 8月 FC大阪：アシスタントコーチ
- 2017年 ブンデスリーガ2部　1FCザールブリュッケン（女子）ヘッドコーチ
- 2018年 東京23FC：ヘッドコーチ
- 2019年 - 7月 吉備国際大学：監督
- 2021年 房総ローヴァーズ木更津FC：監督
- 2022年 - 7月 FC徳島：監督

### 監督成績
| 年度 | 所属 | クラブ  | リーグ戦 | リーグ戦 | リーグ戦 | リーグ戦 | リーグ戦 | リーグ戦 | カップ戦   | カップ戦   |
| 年度 | 所属 | クラブ  | 順位     | 試合     | 勝点     | 勝       | 分       | 敗       | ナビスコ杯 | 天皇杯     |
| ---- | ---- | ------- | -------- | -------- | -------- | -------- | -------- | -------- | ---------- | ---------- |
| 2013 | 九州 | F鹿児島 | -        | 9        | 22       | 7        | -        | 2        | -          | 県予選敗退 |
| 2015 | 中国 | 松江C   | 優勝     | 18       | 52       | 17       | 1        | 0        | -          | 2回戦敗退  |